# Tonciu, Bistrița-Năsăud
Tonciu, mai demult Toncea (în dialectul săsesc Totsch, Tôtš, în germană Tatsch, Totsch, în maghiară Tacs) este un sat în comuna Galații Bistriței din județul Bistrița-Năsăud, Transilvania, România.

## Istorie
- Satul este atestat documentar în anul 1587 sub numele: Thaczy
- Inițial a fost un sat săsesc catolic, dar în perioada reformei protestante sașii au trecut la Luteranism
- În 1602 satul este distrus complet de armata lui Gheorghe Basta, fiind nelocuit timp de 2 decenii, după care a fost recolonizat cu maghiari și sași de religie luterană.
- În 1691 pastorul luteran Halász István ținea împărtășaniile după ritul calvinist. Acesta a fost sancționat de către conducerea Bisericii Luterane Bistrițene, dar nu a răspuns. Acesta s-a spânzurat la Herina înainte să fie arestat. În semn de protest susținătorii lui (în principal maghiari) au trecut la Calvinism.
- După Al Doilea Război Mondial sașii au fost deportați, astfel maghiarii obținând majoritate absolută.

## Imagini

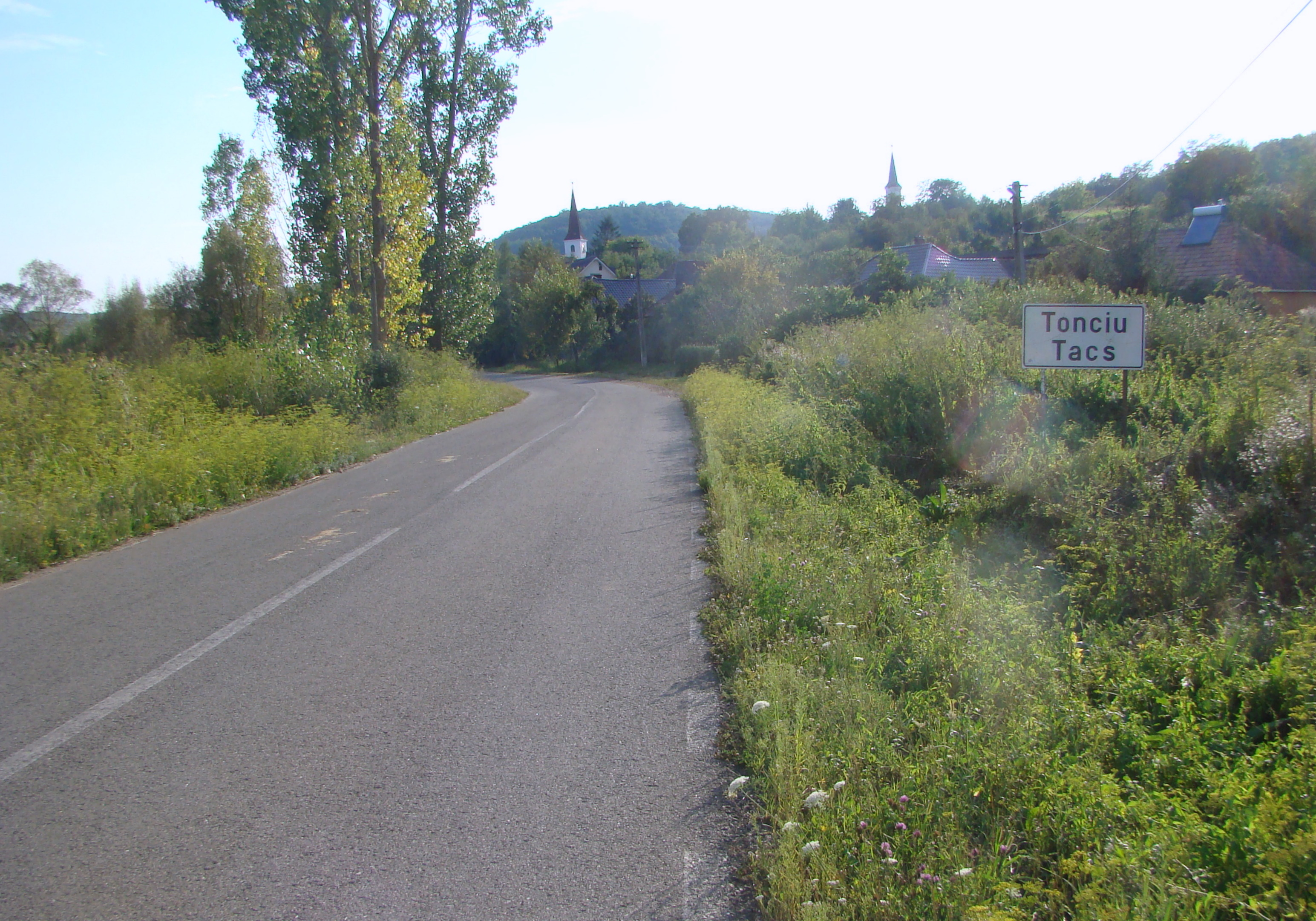
Intrarea în localitate
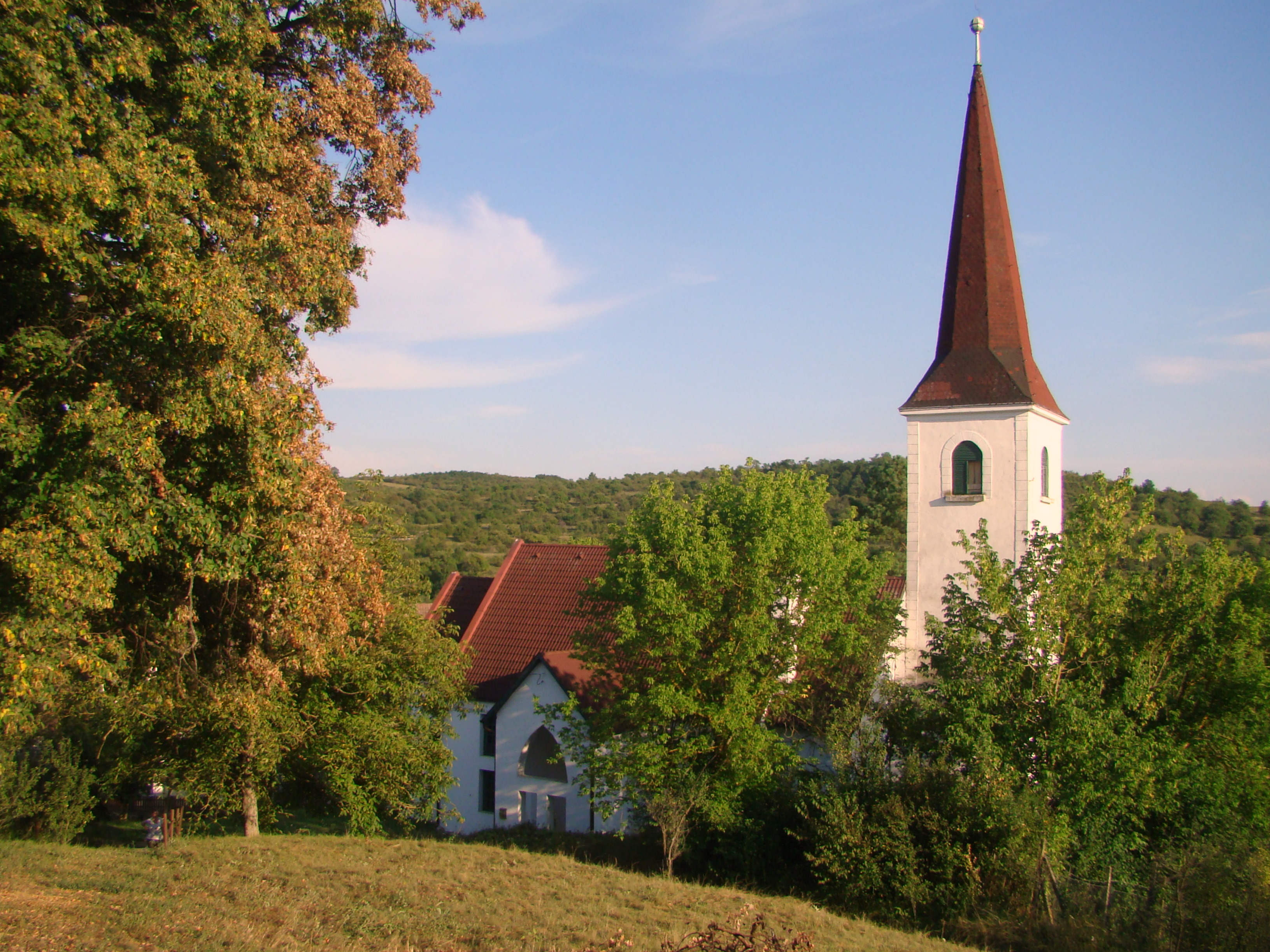
Biserica reformată nouă care a încorporat şi turnul fostei biserici luterane
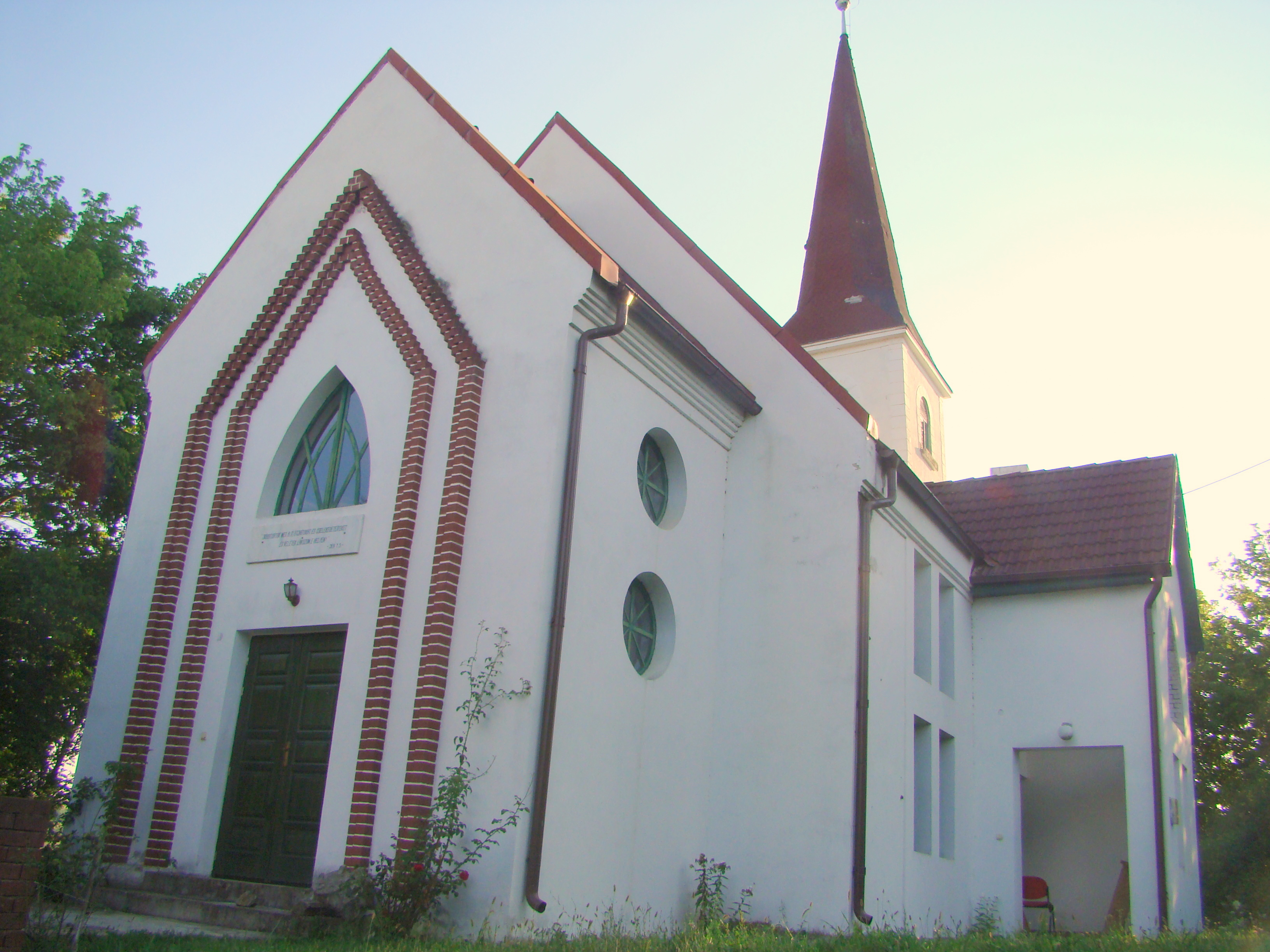
Biserica reformată nouă care a încorporat şi turnul fostei biserici luterane
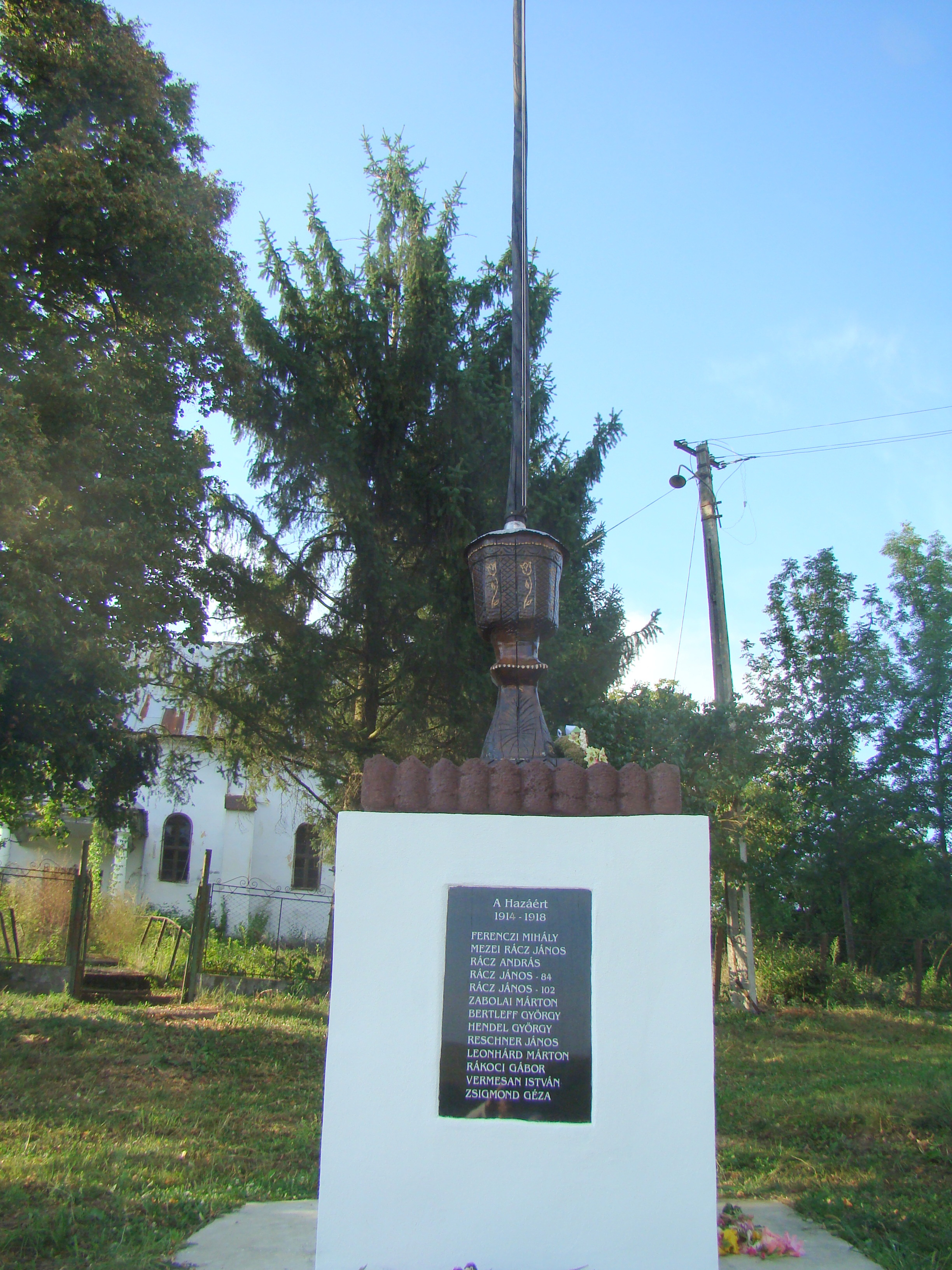
Monumentul eroilor

## Demografie
- La recensământul din 1992 populația satului era de 279 de locuitori, dintre care: 278 maghiari și unul român, din punct de vedere confesional locuitorii erau: 276 reformați, 2 roamno-catolici și unul ortodox.
- La recensământul din 2002 populația satului era de 248 de locuitori, dintre care: 240 maghiari și 8 români.

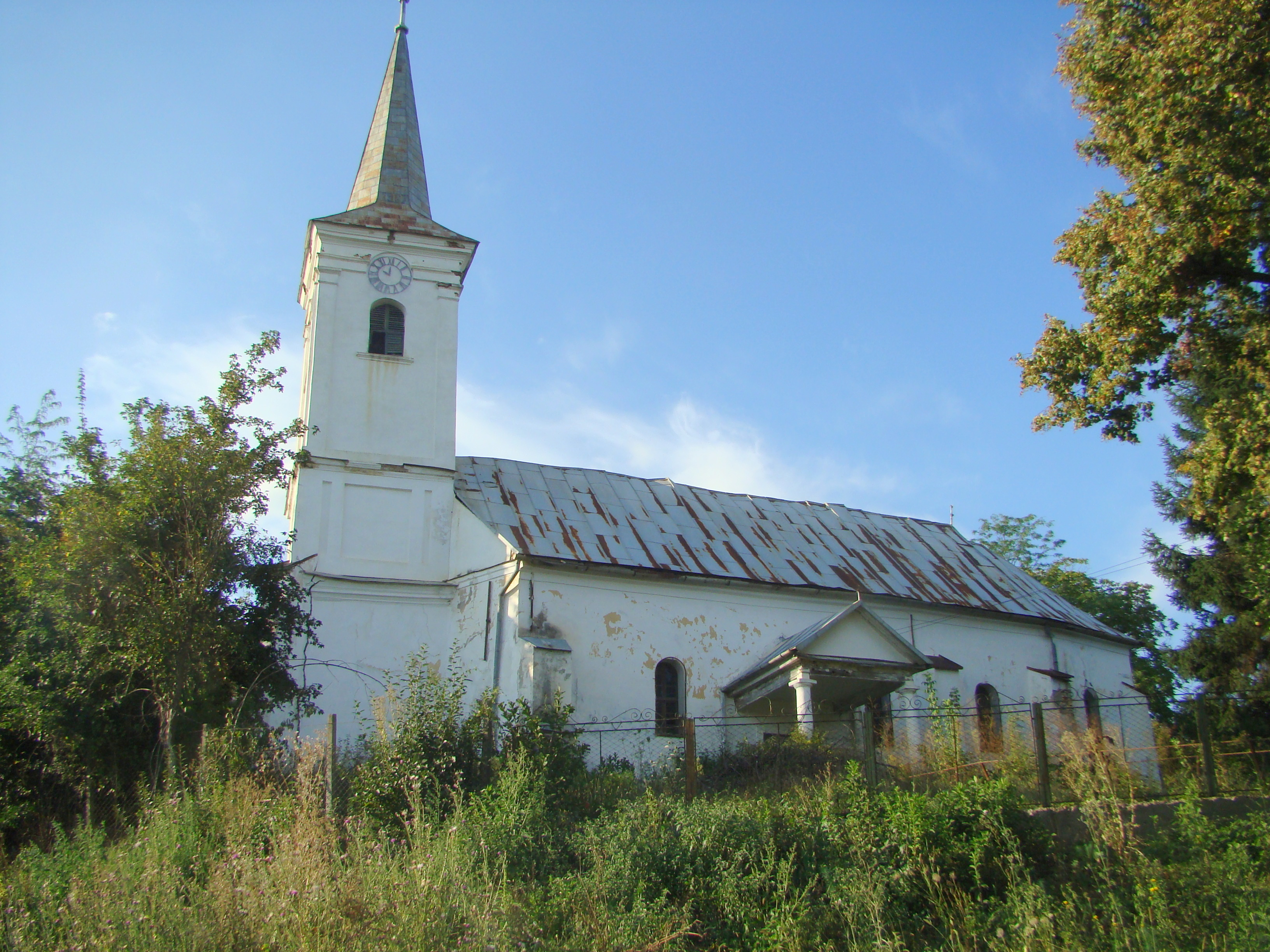
Biserica reformată (monument istoric)

## Atracții
- Biserica reformată, construită din piatră în 1711, renovată în 1800.
- Biserica luterană